# هاينريش شبورل
هاينريش شبورل  (بالألمانية: Heinrich Spoerl)‏ (1887–1955)  كان كاتب ألماني.

## حياته
وُلد هاينريش كريستيان يوهان شبورل في 8 فبراير 1887 ونشأ في دوسلدورف. درس شبورل القضاء في ماربورغ في برلين ومينوخ وأصبح محام في دوسلدورف في الفترة من 1919 إلى 1937. ثم تفرغ شبورل للكتابة في 1937 عندما انتقل إلى برلين ثم تركها وانتقل مرة أخرى إلى بافاريا في 1941. عمل شبورل بالمحاماة مرة أخرى في الفترة من 1945 إلى 1948. توفى في 25 أغسطس 1955 في روتاش-إيجرن.
كتب شبورل عددًا من الروايات الفكاهية والأعمال الكوميدية وتحول أغلبها إلى أفلام، ومن هذه الأعمال:
- كماشة النبيذ النارية (1935)
- لو صرنا جميعًا ملائكة (1936)
- الكمامة (1936)
- رجل الغاز (1946)

## روابط خارجية
- هاينريش شبورل على موقع IMDb (الإنجليزية)
- هاينريش شبورل على موقع مونزينجر (الألمانية)
- هاينريش شبورل على موقع ألو سيني (الفرنسية)
- هاينريش شبورل على موقع ميوزك برينز (الإنجليزية)
- هاينريش شبورل على موقع أول موفي (الإنجليزية)
- هاينريش شبورل على موقع ديسكوغز (الإنجليزية)
- هاينريش شبورل على موقع قاعدة بيانات الفيلم (الإنجليزية)
- هاينريش شبورل على موقع كينوبويسك (الروسية)